# Filippo Parodi
Filippo Parodi (Genova, 1630 – Genova, 22 luglio 1702) è stato uno scultore italiano del periodo barocco.

## Biografia
Da giovane iniziò la sua attività come intagliatore in legno, formandosi nella bottega di un falegname, ottenendo subito un discreto successo.
Il già famoso pittore Domenico Piola gli procurò numerosi clienti fra i nobili genovesi e, comprese le sue doti, lo esortò a dedicarsi decisamente alla scultura.
Sostenuto economicamente da una sorella, si recò a Roma dove divenne allievo del Bernini, e dove rimase alcuni anni.
Tornato nella città natale entro il 1667, raggiunse l'apice della fama come intagliatore, progettando ed eseguendo opere prestigiose quali la decorazione della nave Paradiso e la carrozza per le nozze tra Anna Pamphilj e Giovanni Andrea III Doria, oltre a cornici, consolles e statue lignee eccezionali per invenzione e modellato. 
Poté ammirare le opere dello scultore francese Pierre Puget, attivo a Genova dal 1661 al 1668, che influenzò notevolmente il suo stile.
Nonostante l'età già avanzata, quel periodo Filippo Parodi abbandonò progressivamente la scultura lignea passando al marmo, in cui si affermò con varie opere, che gli diedero grande fama, quale la Madonna del Carmine per la Chiesa dei Santi Vittore e Carlo. Trovò un mecenate in Francesco Maria Sauli, che gli finanziò un'ulteriore permanenza a Roma, nel 1672, dove affinò le sue già notevoli doti di scultore per la realizzazione della colossale statua di San Giovanni Battista per la Basilica di S. Maria Assunta di Carignano, da affiancare alle celebri realizzazioni del Puget. Evidente l'ispirazione berniniana sia nell'impostazione della figura che nella resa delle carni e dei vari elementi naturali, dai vegetali alla pelliccia, virtuosisticamente accostati. Si affermò pertanto quale il principale scultore della Genova barocca, dopo la partenza dell'artista francese.
Numerose altre opere fece su commissione di nobili famiglie genovesi; tra queste la statua della Vergine con angeli nella chiesa di S. Luca, ornamenti in marmo per il giardino del Palazzo Brignole nella strada nuova, l'attuale Via Garibaldi, e la grande statua di Ercole con i pomi delle esperidi per Ottavio Sauli nel Palazzo De Mari, già Imperiale in Campetto. Si nota qui un attento studio della statuaria antica, il volto, in particolare, discende dalla ritrattistica romana.
Nel 1679 su commissione di Eugenio Durazzo fece alcune sculture per il Palazzo Balbi Durazzo (ora noto come Palazzo Reale), a Genova; una, a soggetto religioso (Cristo alla Colonna), per la cappella privata, ed alcune figure mitologiche (le Metamorfosi di Ovidio: Venere, Clizia, Adone, e Giacinto) per il giardino.
Scolpì anche quattro grandi statue dei santi Taddeo, Mattia, Filippo e Marco per la chiesa italiana di Lisbona (la statua di S. Marco andò distrutta nel terremoto che colpì la capitale portoghese nel 1755).
La sua fama andò oltre i confini della Liguria e fu chiamato prima a Venezia, dove scolpì in marmo e stucco il monumento funebre del patriarca Gianfrancesco Morosini nella Chiesa di S. Nicolò, detta dei Tolentini (1678), quindi a Padova, dove fece nella basilica di Santa Giustina una scultura raffigurante la Deposizione con la Vergine Madre, S. Maria Maddalena e San Giovanni, considerata il suo capolavoro.
Sempre a Padova scolpì il monumento ad Orazio Secco, il grande coro ligneo nella Cattedrale e, insieme ad alcuni collaboratori, sei statue di santi in marmo bianco ed una in marmo policromo raffigurante “S. Antonio in gloria”, per la Cappella del Tesoro nella Basilica di Sant'Antonio (1686-1689).
Negli ultimi anni produsse ancora a Genova numerose altre statue, monumenti funebri, fontane, busti, che abbellirono chiese e palazzi.
Morì nel 1702 e fu sepolto nella chiesa di S. Teodoro.
Il Soprani lo descrive come “piccolo di statura, di viso rotondo, e ben colorito”.
Tra i suoi allievi, discreti scultori furono il genero Giacomo Antonio Ponsonelli (1654-1735), Andrea Brustolon, Francesco Biggi, Domenico Garibaldo, Bernardo Schiaffino e soprattutto Angelo De Rossi, che in alcune sue opere seppe eguagliare il maestro.
Il figlio Domenico (1668-1740), inizialmente apprendista con Sebastiano Bombelli e poi negli studi di Carlo Maratta e Paolo Gerolamo Piola, importante pittore, ereditò alla morte la bottega paterna, all'epoca la maggiore in Genova, e la portò avanti con l'ausilio del Biggi.

## Galleria d'immagini

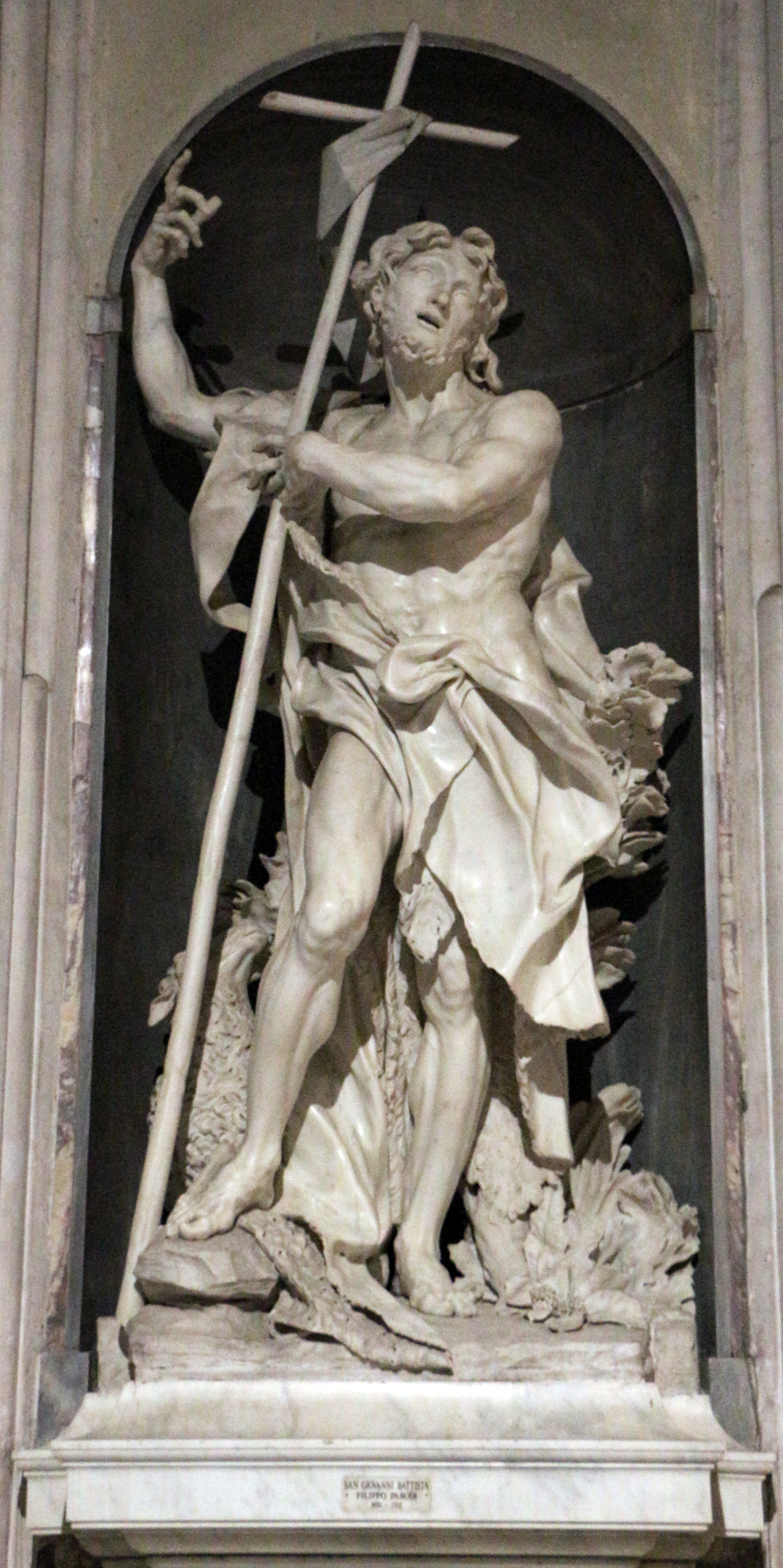
san Giovanni Battista, Genova, Santa Maria Assunta di Carignano, 1667
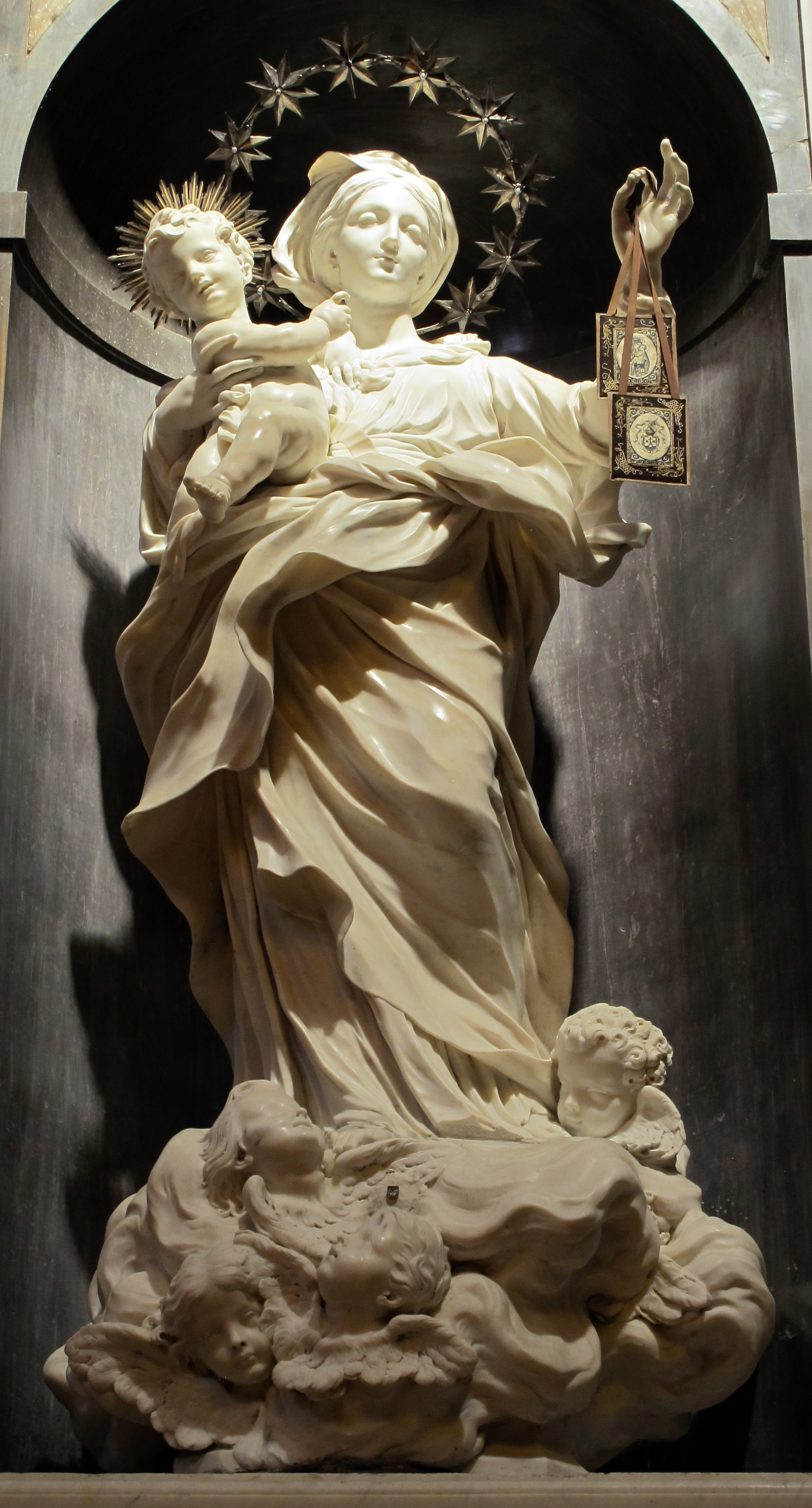
Madonna del Carmine (1680), Chiesa dei Santi Vittore e Carlo a Genova
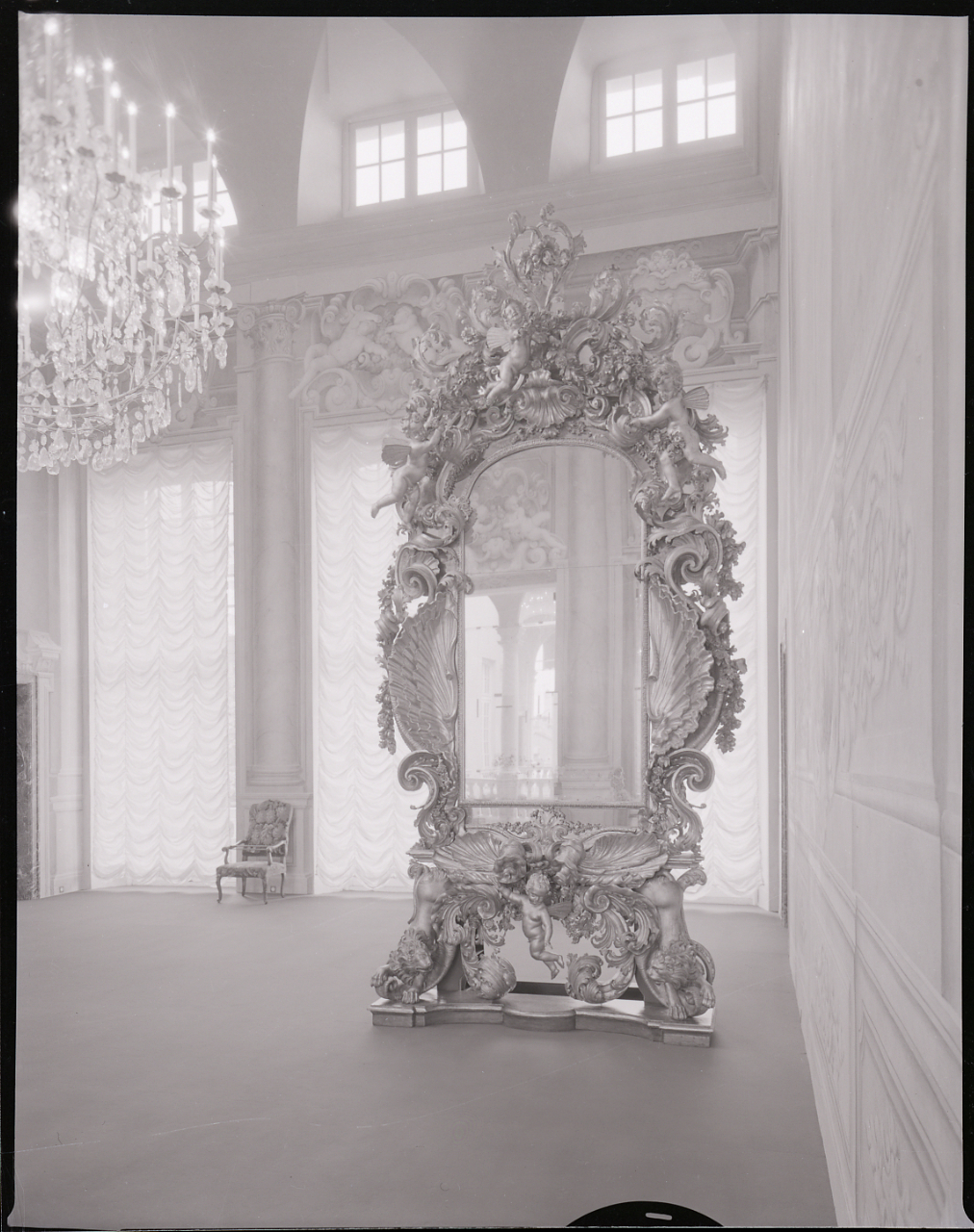
Specchiera Brignole, Palazzo Rosso (Genova)
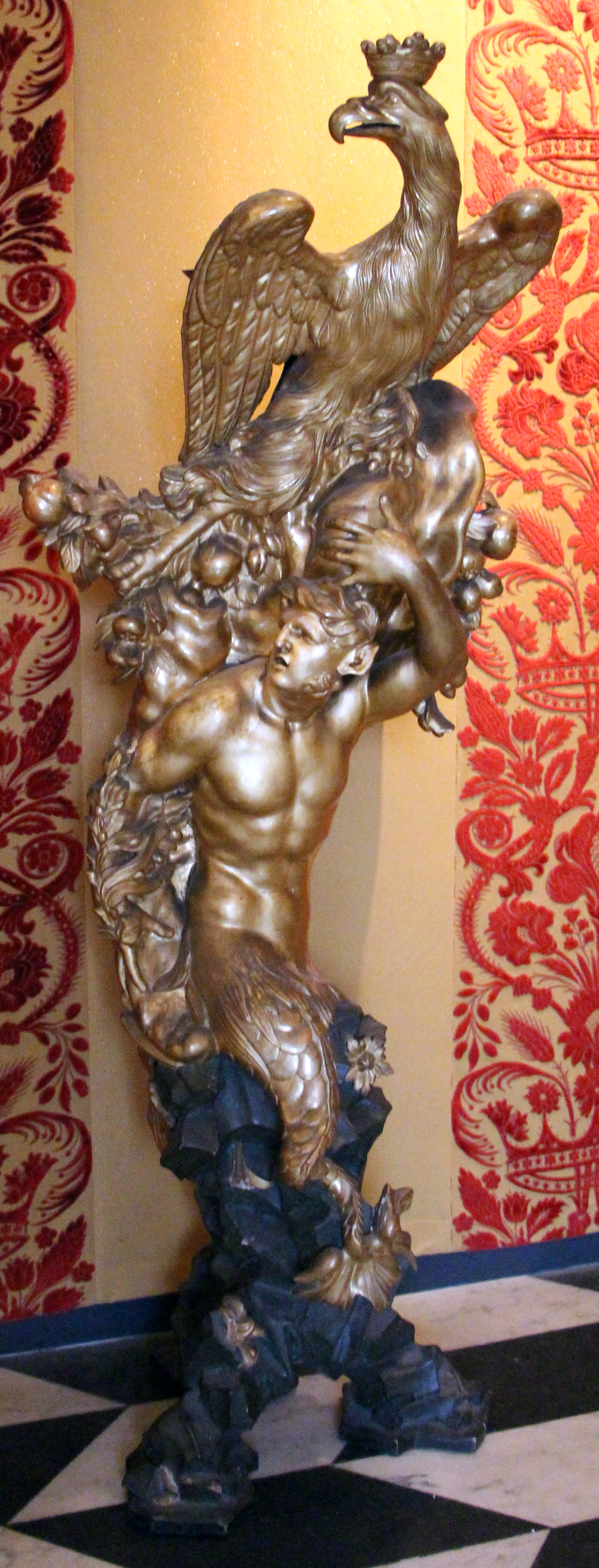
Reggitorciera con tritone che regge l'aquila Doria, Villa del Principe (Genova)
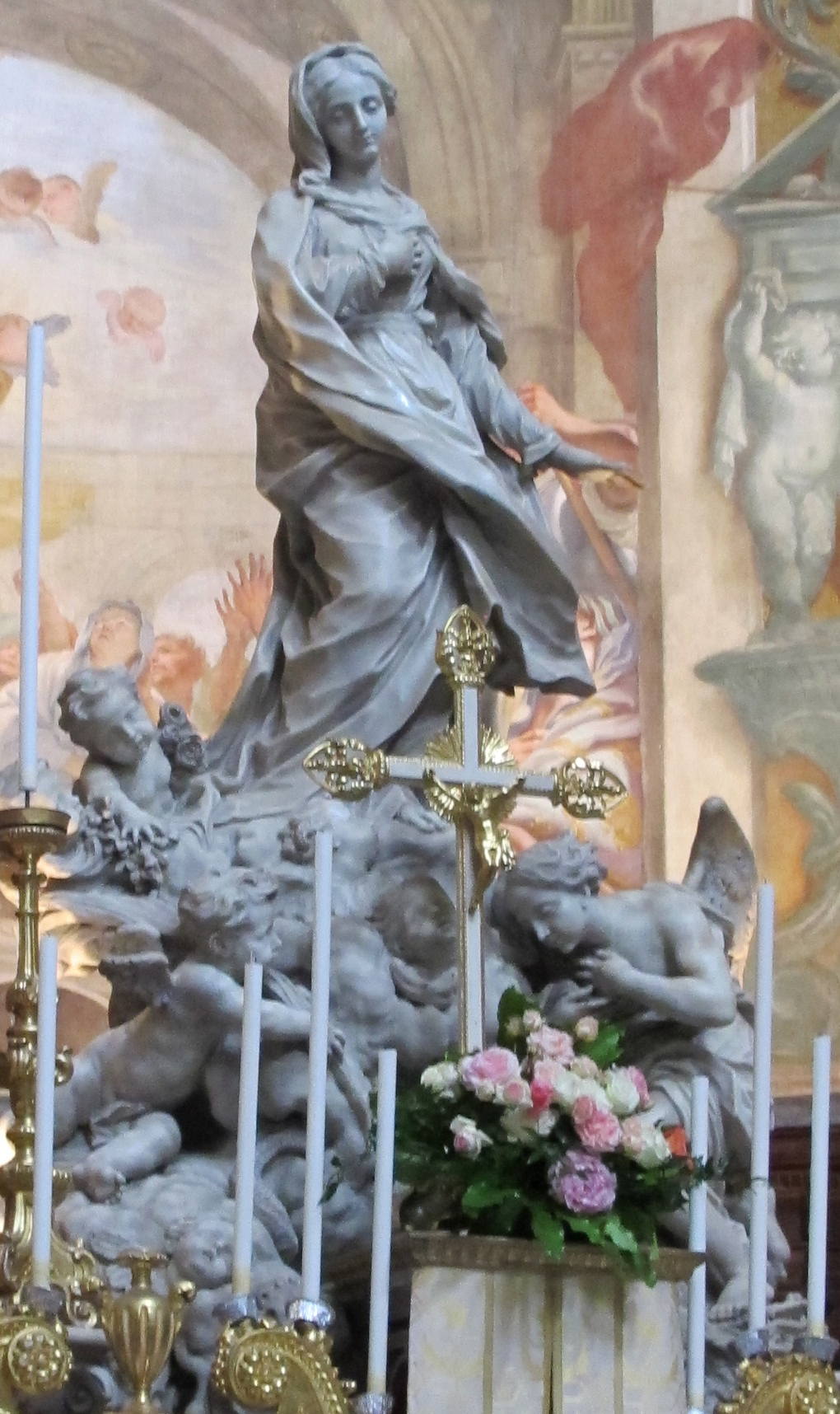
Immacolata, Chiesa di San Luca (Genova)
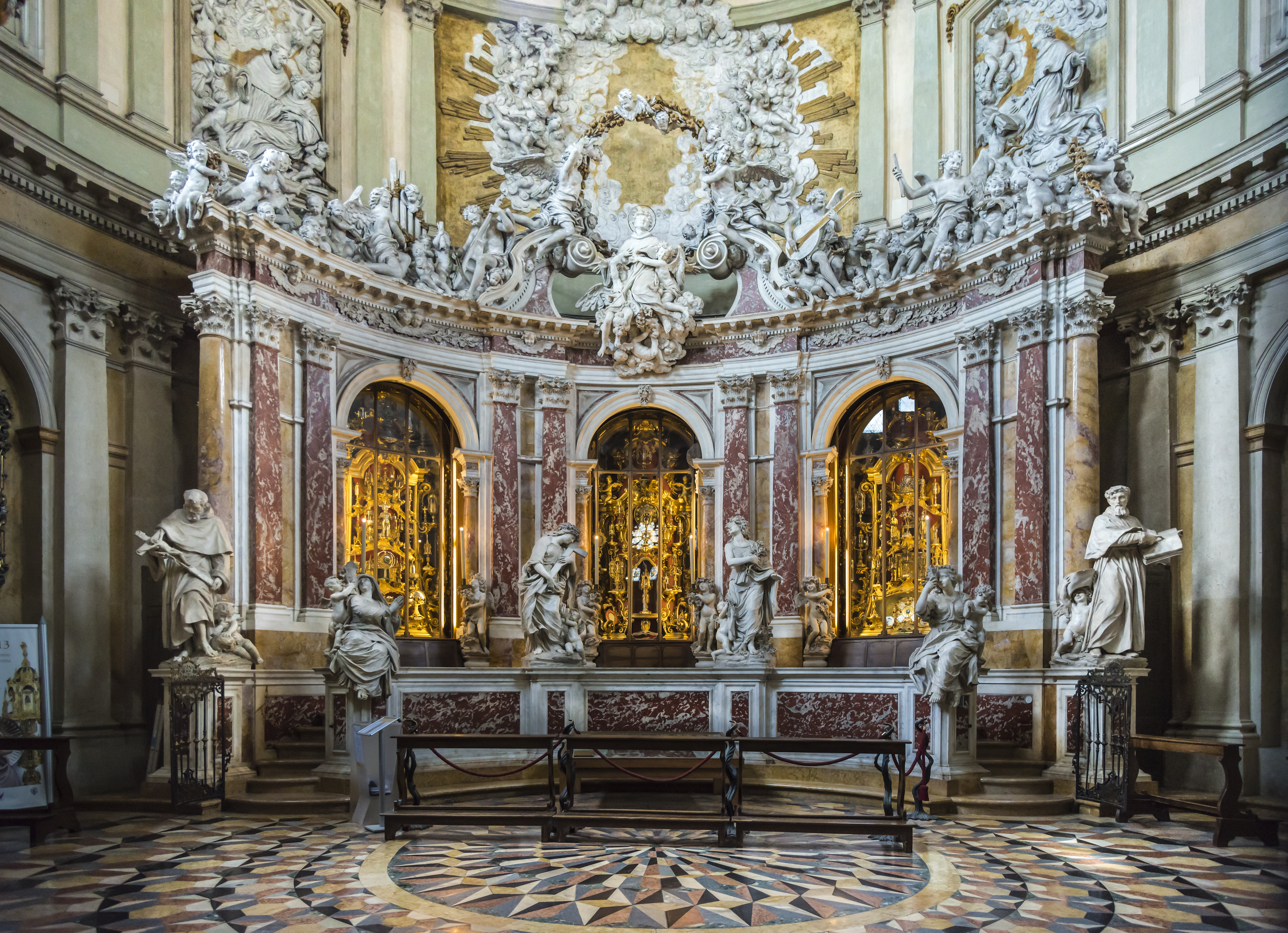
Cappella delle reliquie, Sant'Antonio (Padova)
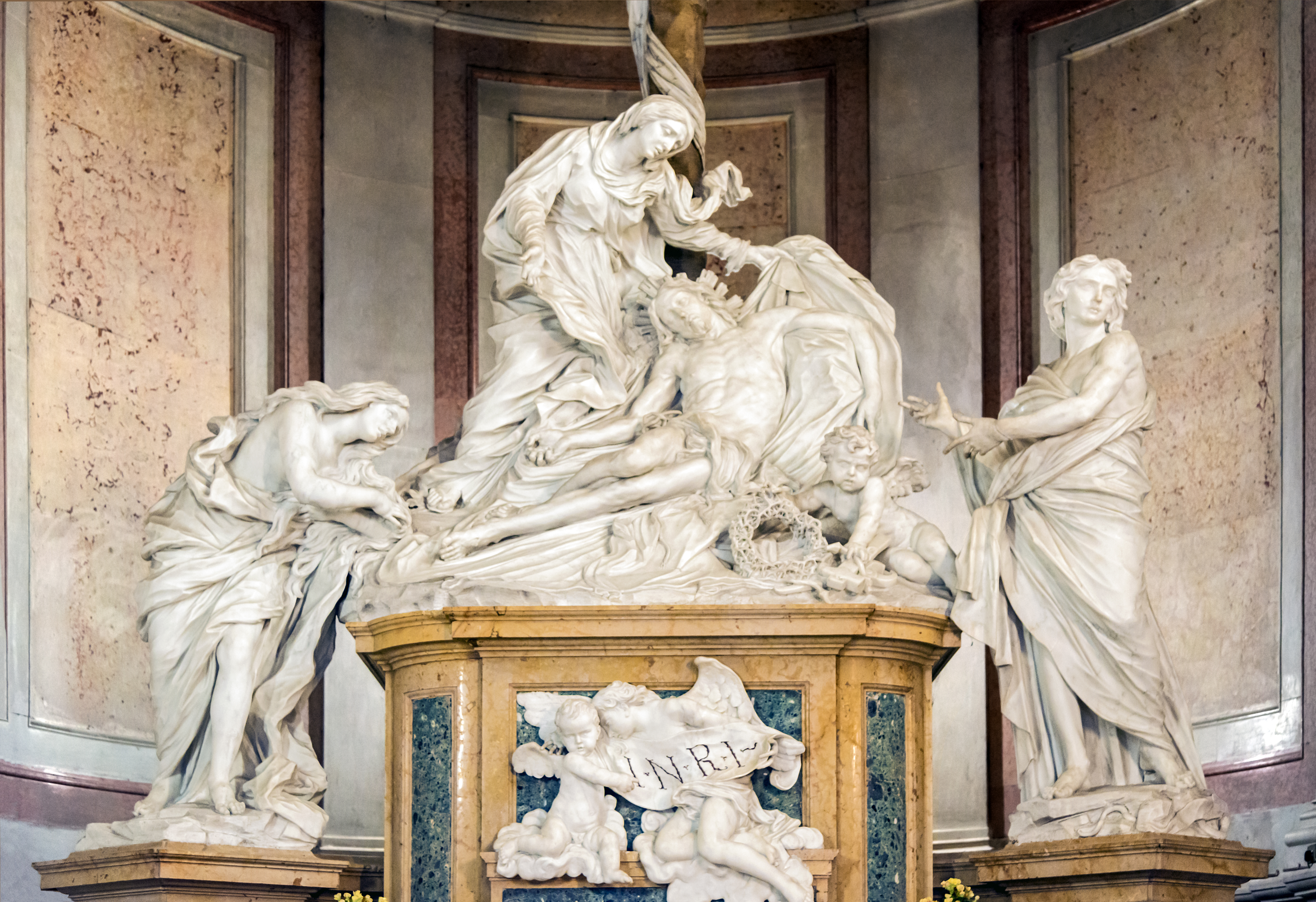
Deposizione di Cristo, S. Giustina a Padova
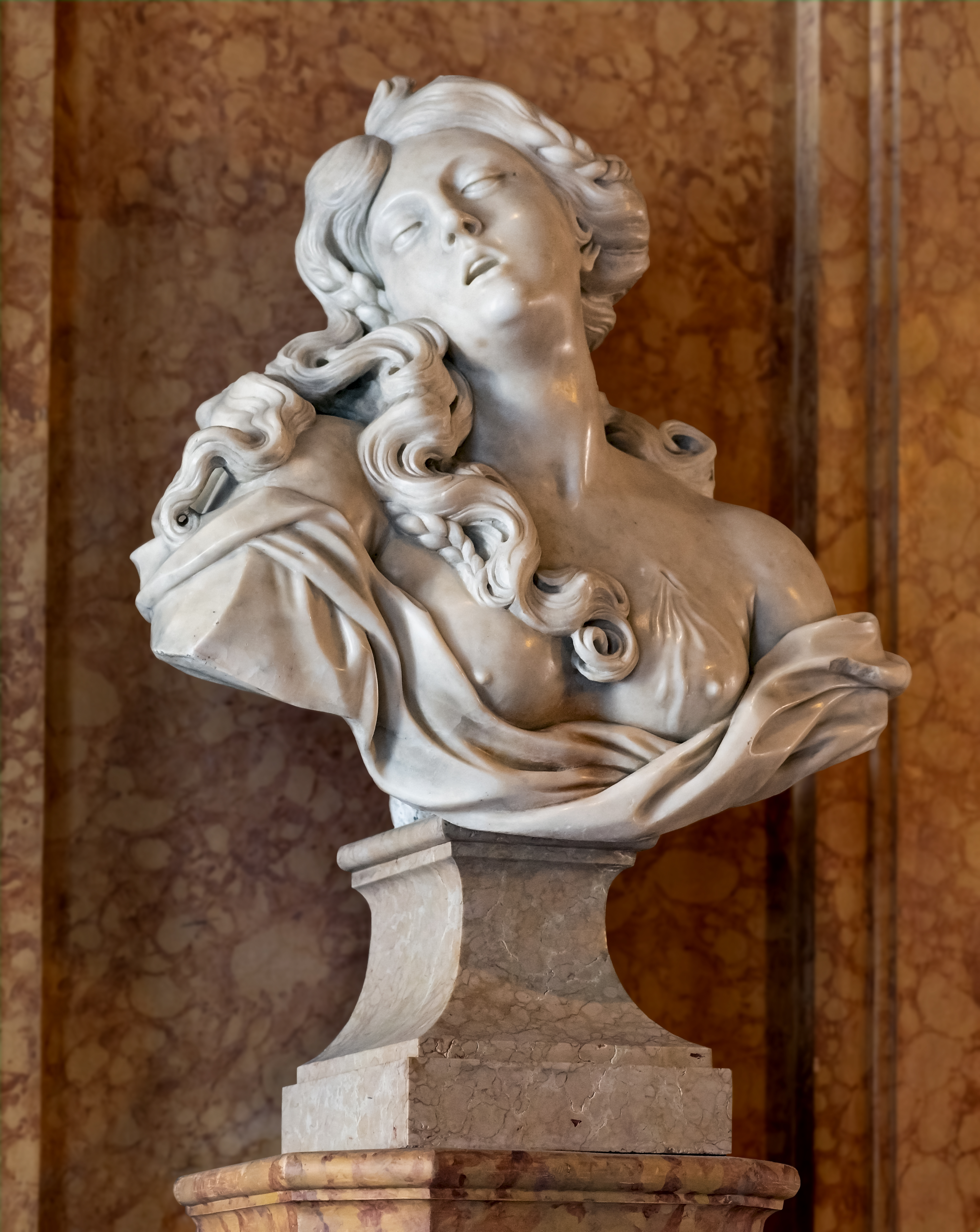
Lucrezia - Ca' Rezzonico Venezia
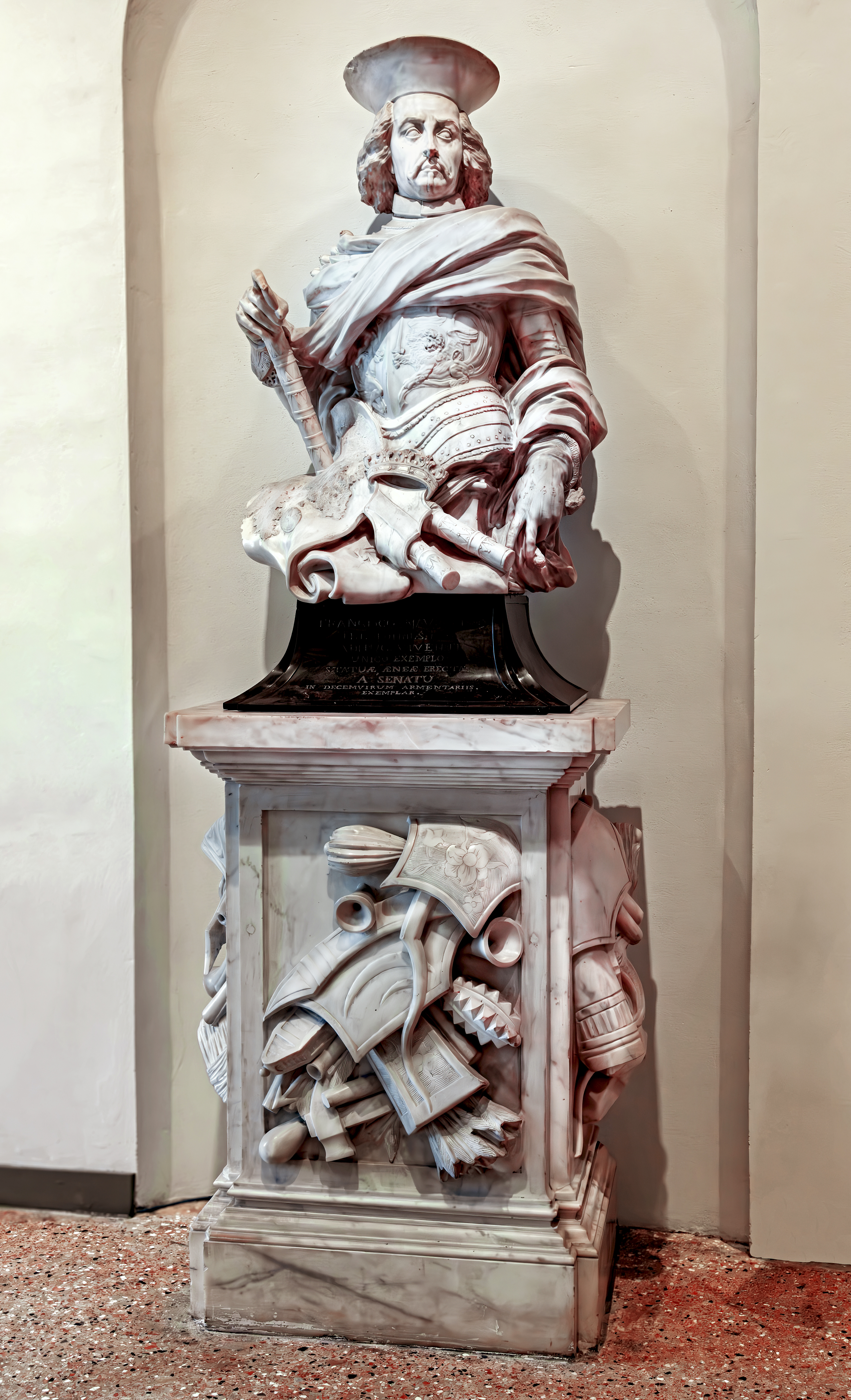
Monumento a Francesco Morosini - Museo Correr Venezia
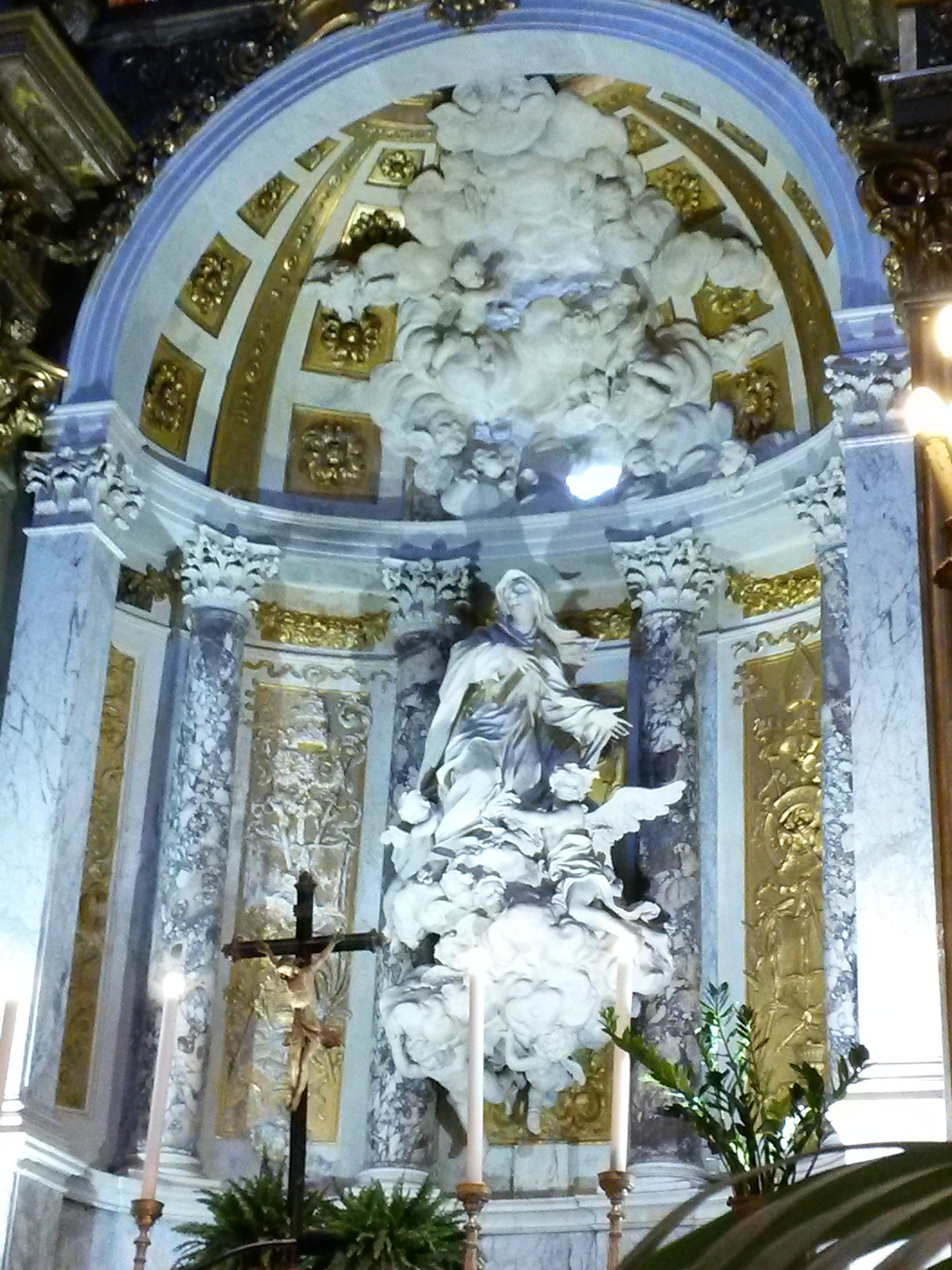
Gloria di s. Marta, nella chiesa omonima, a Genova

## Opere
Oltre a quelle già citate tra le sue numerose opere si possono elencare:
- decorazione della nave Paradiso come intagliatore (1667)
- decorazione della carrozza per le nozze tra Anna Pamphilj e Giovanni Andrea III Doria (1671)[6]
- due Tritoni con aquile, Palazzo Doria a Roma, 1671
- Specchiera con Narciso e Quattro Stagioni, villa Durazzo ad Albissola (Savona)
- Madonna del Rosario (1678), prima scultura in marmo documentata, Chiesa Parrocchiale di Rossiglione Superiore

- Santa Maddalena in gloria, altare maggiore, Chiesa di Santa Maria Maddalena (Bordighera)[7]
- Madonna col bambino, Santuario di Nostra Signora del Santo Sepolcro e di Maria Bambina, Rezzo
- Ercole in marmo per il cortile di palazzo Sauli a Campetto, Genova
- San Giovanni Battista per la Basilica di S. Maria Assunta di Carignano, Genova
- Madonna del Carmine e Angeli, S. Teresa d’Avila e S. Giovanni della Croce (1680), Chiesa dei Santi Vittore e Carlo a Genova
- S. Agata, nella chiesa omonima, a Genova
- Venere, Adone, Giacinto e Clizia, presso il Palazzo Durazzo, oggi Reale di Genova
- Busto di Gio Luca Durazzo
- Statue di Apostoli per la chiesa di Nostra Signora di Loreto a Lisbona, perdute durante il terremoto del 1755
- Monumento funebre del patriarca Gianfrancesco Morosini nella Chiesa di S. Nicolò, detta dei Tolentini (1678), Venezia
- Deposizione di Cristo, avviata nel 1686 per l’altare di S. Giustina a Padova
- Monumento a Orazio Secco, nella basilica del Santo a Padova (1686).
- Ritratto a mezza figura del doge Morosini, Museo Correr
- statue dei Ss. Pietro e Paolo, per la basilica di San Giorgio Maggiore a Venezia
- altare delle Reliquie, basilica del Santo a Padova , 1689 - 1694
- pulpito e coro del duomo di Padova
- Gloria di s. Marta, nella chiesa omonima, a Genova
- San Pancrazio, chiesa di San Pancrazio, Genova
- Monumento sepolcrale di Vincenzo Gentile in Chiesa di Santa Maria di Castello (Genova) (1694).
- Altare maggiore in marmo nell'Oratorio del Cristo Risorto (Savona)
- Immacolata (in marmo), 1699, e Cristo deposto (in legno), Chiesa di San Luca (Genova)
- Specchiera Brignole, per i Brignole-Sale, attribuita, palazzo Rosso
- Busti allegorici raffiguranti Vizio e Virtù, scolpiti per conto di Giovanni Adamo Andrea di Liechtenstein e conservati nel Museo Liechtenstein di Vienna. Il busto raffigurante il “Vizio” è ispirato all'opera Anima dannata del Bernini.
- Ragazzo con teschio (Vanità) Ermitage, San Pietroburgo
- Inverno, facente parte di una serie di sculture raffiguranti le stagioni (Cleveland Museum of Art)
- Head of Lucrezia  marmo, Fitzwilliam Museum (Cambridge) (1685-90).